# Insiticia flavovirens
Insiticia flavovirens är en svampart som först beskrevs av Pier Andrea Saccardo, och fick sitt nu gällande namn av E. Horak ex Segedin 1987. Insiticia flavovirens ingår i släktet Insiticia och familjen Mycenaceae.   Inga underarter finns listade i Catalogue of Life.

## Källor

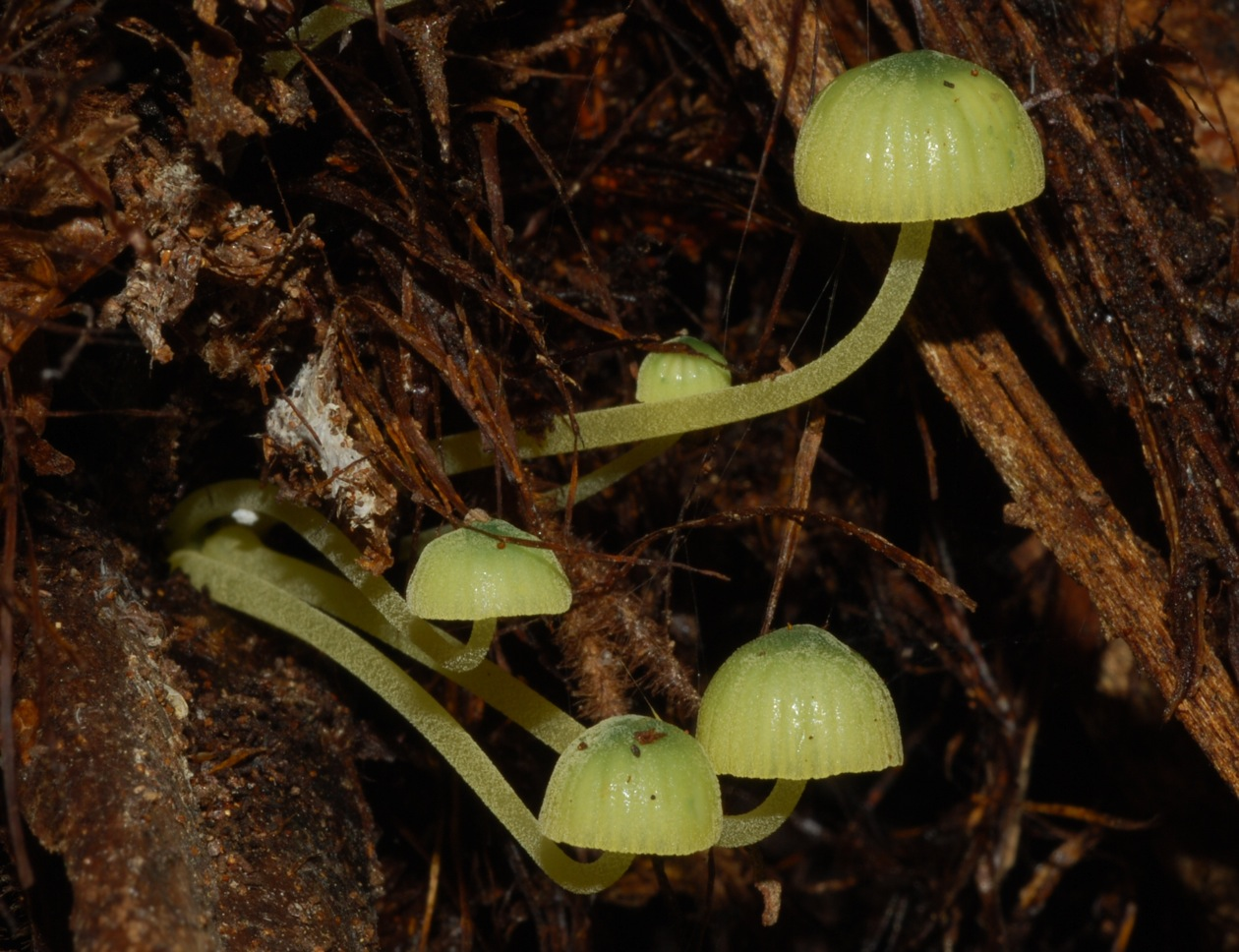
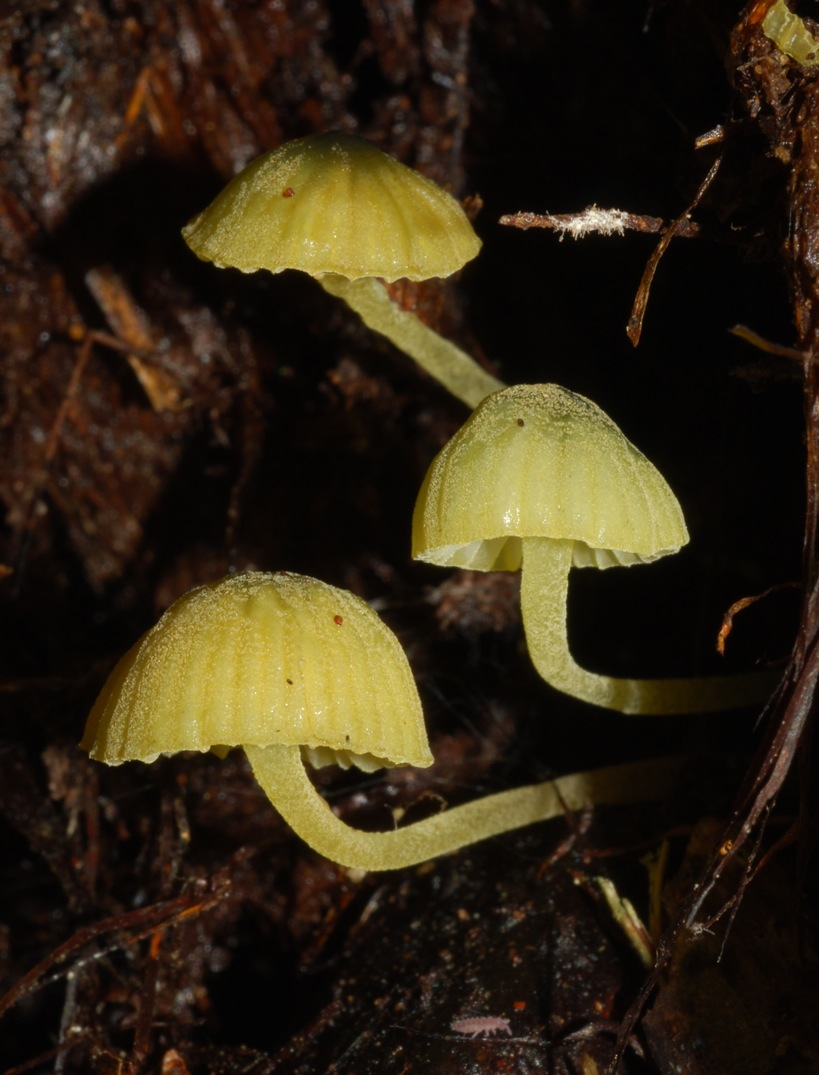
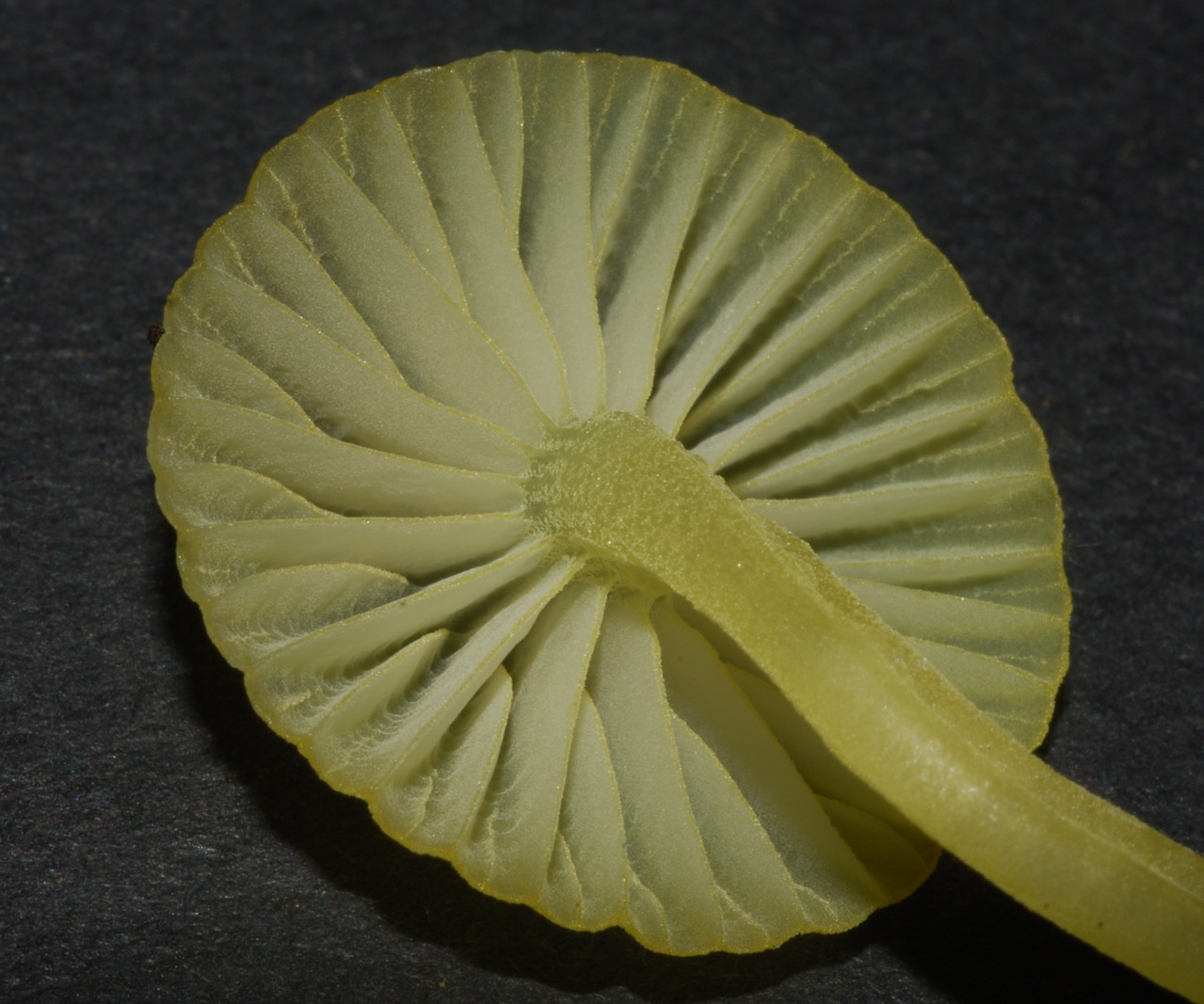
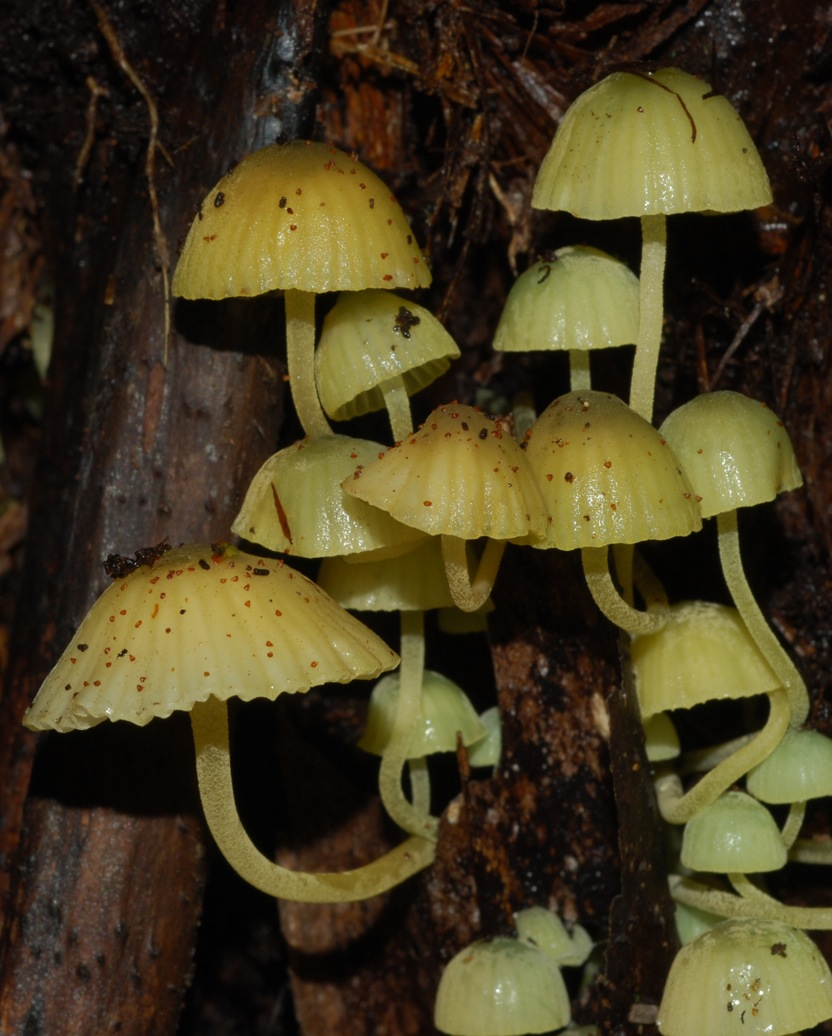
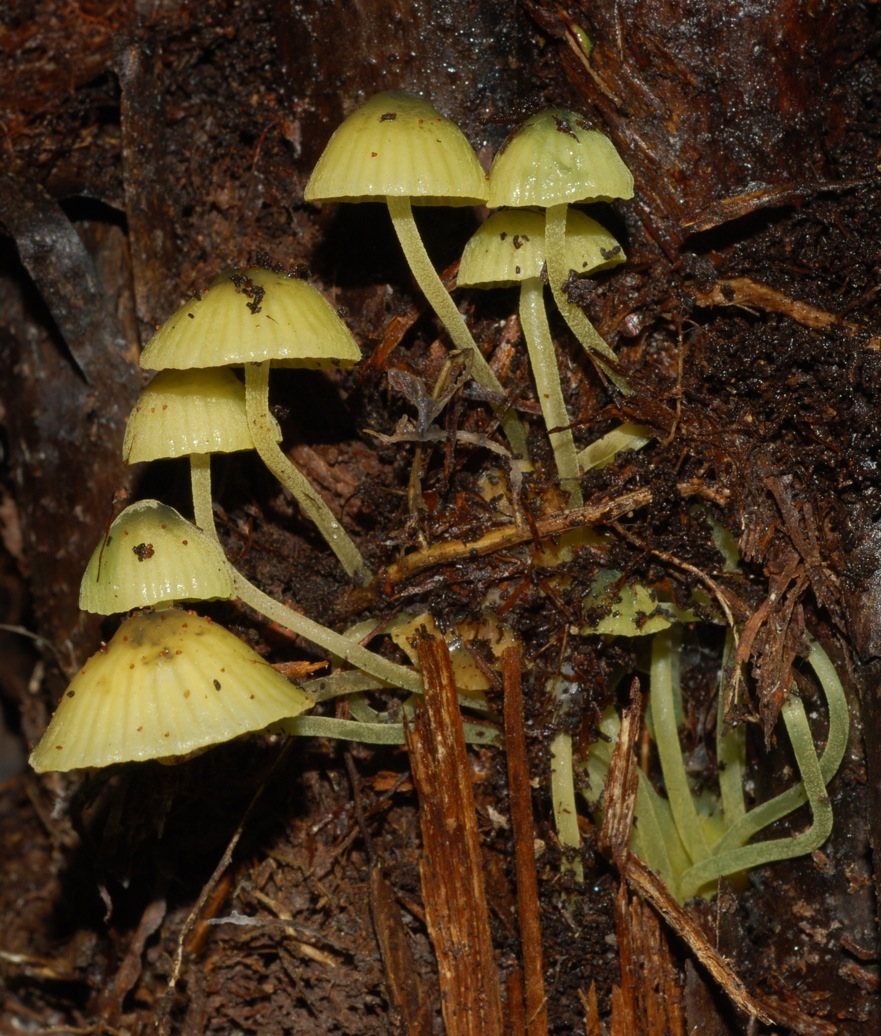
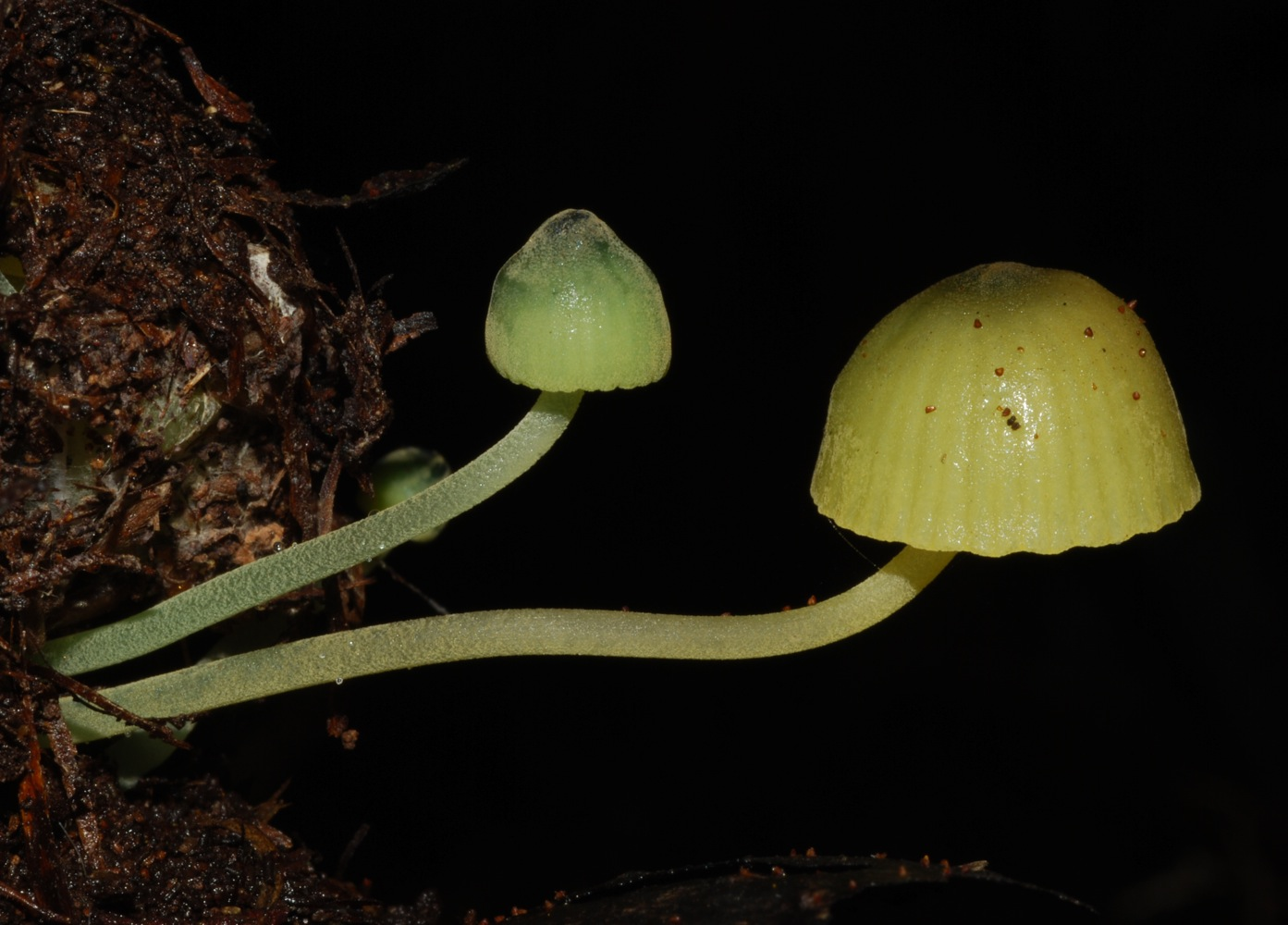